# Denis Tkachuk
Bản mẫu:Eastern Slavic name
Denis Gennadyevich Tkachuk (tiếng Nga: Денис Геннадьевич Ткачук; sinh ngày 2 tháng 7 năm 1989) là một cầu thủ bóng đá người Nga. Anh thi đấu cho F.K. Krylia Sovetov Samara.

## Sự nghiệp câu lạc bộ
Ngày 18 tháng 1 năm 2016, anh ký hợp đồng với F.K. Rubin Kazan.
Vào ngày 29 tháng 6 năm 2017, anh trở lại F.K. Krylia Sovetov Samara, ký bản hợp đồng 2 năm.

## Quốc tế
Vào tháng 11 năm 2016, lần đầu tiên anh được triệu tập vào Đội tuyển bóng đá quốc gia Nga thi đấu giao hữu với Qatar ngày 10 tháng 11 năm 2016 và România vào ngày 15 tháng 11 năm 2016.